# Josu Murueta Moratilla
Josu Murueta Moratilla (País Basc, 1938 - Erandio, 30 d'octubre de 1969) va ser un mecànic basc, assassinat a trets per la Policia Armada espanyola durant una manifestació contra la contaminació atmosfèrica a Erandio ocasionada per l'activitat industrial. En aquells dies de protestes també van assassinar a un altre manifestant anomenat Antón Fernández Elorriaga.
Murueta era un mecànic torner que treballava en un taller del barri d'Astrabudua, a Erandio. El 29 d'octubre de 1969, quan participava en una manifestació i encara portava la roba de treball, la Policia Armada espanyola el va ferir amb dos trets, un d'ells al pàncrees, que l'endemà li van provocar la mort. En aquell moment tenia 31 anys, estava casat i tenia dues filles. Després de morir, l'hospital de Basurtu va reclamar els costos de l'assistència sanitària a la seva muller Maria Pilar.
L'Auditoria de Guerra de la VI Regió va establir que la causa de l'assassinat va ser «que el to agressiu dels manifestants anava en augment, arribant fins i tot a llançar pedres contra la força actuant, la que en determinats moments es va trobar en situació compromesa, el cap de la mateixa va ordenar que es disparessin les armes a l'aire, a fi d'acovardir els manifestants». Es va comprovar que l'arma assassina pertanyia al policia Antonio Castañeda Rodríguez, la causa del qual va ser sobreseguda.
Al barri d'Astrabudua hi ha un centre cultural i una plaça que porten el seu nom.